# جراحة وقائية
الجراحة الوقائية (المعروفة أيضًا باسم الجراحة الاستباقية أو جراحة تقليل المخاطر)، هي شكل من أشكال الجراحة التي تهدف إلى تقليل أو منع خطر الإصابة بالسرطان في عضو أو غدة لم يصاب بها بعد بالسرطان والمعروف أنها مرتفعة خطر الإصابة بالسرطان. قد يشمل هذا الشكل من الرعاية الصحية الوقائية العمليات الجراحية مثل استئصال الثدي، واستئصال المبيض، واستئصال القولون، والتصحيح الجراحي، مثل التصحيح الجراحي للخصية غير النازلة أو الخصية المعلقة. هناك تعريف آخر أقل شيوعًا للجراحة الوقائية يتضمن أيضًا الوقاية من الأمراض الأخرى أو النتائج أو حتى المظهر المستقبلي.

## تاريخيًا
على مدار التاريخ، جرى تجاهل التقنيات الطبية الوقائية إلى حد كبير وأهملت في الغالب إلى حالات نادرة فقط. على الرغم من انتشار أمراض مثل الزهري والجذام والطاعون الأسود في أواخر العصور الوسطى، جرى تجاهل مفاهيم الطب الوقائي إلى حد كبير على الرغم من التقدم في تقنيات الحجر الصحي والصرف الصحي. علاوة على ذلك، فإن معدل الوفيات المرتفع للعمليات الجراحية أثناء وبعد العمليات يعتبر أن هذه الإجراءات عالية الخطورة لاتخاذها كإجراء وقائي. لكن هذا تغير مع إدخال التخدير، والتقدم في علم التشريح ومع إدخال تقنيات التطهير أو التعقيم جنبًا إلى جنب مع المزيد من التطورات في التقنيات الصحية في القرن التاسع عشر إلى القرن العشرين، ما سمح للجراحين بالتفكير في العمليات الجراحية الوقائية دون التعرض للمخاطر العالية التي سبق التعرض لها.

## اعتبارات المريض
قد يختار المرء الخضوع لعملية جراحية وقائية إذا كان يعتقد أنه من مصلحته الفضلى الخضوع لإجراء جراحي من أجل إزالة عضو أو غدة عالية الخطورة. هناك عدة أنواع من العمليات الجراحية التي يمكن الوقاية منها والتي من المعروف أنها تقلل كثيرًا من خطر الإصابة بأمراض في المستقبل. نظرًا لأن العمليات الجراحية الوقائية عادة ما تكون دائمة ولا رجعة فيها، يجب موازنة الإيجابيات والسلبيات بعناية من قبل الأفراد الذين يفكرون في الإجراء. هناك عدد لا يحصى من الاعتبارات الأخلاقية والفزيولوجية والنفسية التي يجب مراعاتها قبل اتخاذ مثل هذا الإجراء. هناك آثار جسدية وعقلية على حد سواء تأتي مع الالتزام بالجراحة الوقائية، عادةً جنبًا إلى جنب مع العيوب الأولية المرتبطة بأي إجراء مثل التكلفة والوقت والتعافي والمزيد، هناك أسباب أخرى لاختيار عدم الخضوع للعملية. تعد الأسباب الأخلاقية والدينية عمومًا خاصة عندما يتعلق الأمر بالجهاز التناسلي ووظيفته. المخاوف بشأن الوظيفة الجنسية والإنجابية والصورة الذاتية شائعة إلى حد ما في العمليات الجراحية الخارجية الواضحة أو العمليات الجراحية المتعلقة بالجنس / الإنجاب. علاوة على ذلك، اعتمادًا على الجراحة، قد تكون هناك بعض المخاطر غير المعروفة أو الفريدة المرتبطة اعتمادًا على السرطان أو المنطقة الجراحية. بالإضافة إلى ذلك، فإن إجراء الجراحة الوقائية لا يضمن للمريض أنه لن يصاب بالسرطان أبدًا في وقت لاحق. في النهاية، إنه سؤال معقد للغاية وشخصي عندما يتعلق الأمر باتخاذ القرار بشأن ما إذا كان يجب العمل. يمكن للأفراد الذين يطلبون عمليات جراحية وقائية أن يكونوا تحت تأثير القلق وعدم اليقين والخوف غير العقلاني نتيجة اختبار أو مرض وراثي قد يثير هذه المخاوف لدى الفرد. من المهم أن تأخذ في الاعتبار رأي الشخص الخاص، وكذلك آراء أسرهم والجراح أولًا قبل الخضوع لعملية جراحية وقائية.

## التدخلات الوقائية عند الأطفال
استطبت الجراحة الوقائية للأطفال إلى حد كبير من خلال سببين، مصلحة الطفل الفضلى والصحة العامة. نظرًا لأنه من غير المحتمل أن يتمكن الأطفال من تقديم موافقة مستنيرة ذات مغزى، فهو موضوع أخلاقي تمت مناقشته وتنازع عليه بشدة من قبل مختلف لجان أخلاقيات علم الأحياء وعامة الناس.

## الوقاية الأولية والثانوية والثالثية
في سياق العمليات الجراحية الوقائية، اعتمادًا على الحالة، قد يستبعد نوع الجراحة التي تجرى لتتوافق مع التدابير الوقائية الأولية والثانوية والثالثية ذات الصلة. الهدف الأساسي للوقاية هو منع المرض أو الإصابة قبل حدوثه، والهدف الثانوي للوقاية هو تقليل آثار المرض بعد حدوثه، وتهدف الوقاية من الدرجة الثالثة إلى إدارة آثار المرض على المدى الطويل. في سياق الجراحة الوقائية، اعتمادًا على مرحلة المرض أو ما إذا كان المريض قد أصيب بمرض، قد يتطلب الأمر نوعًا مختلفًا من الإجراءات. إذا لم يظهر السرطان بالفعل، فلن ينظر في الجراحة الوقائية بما في ذلك اعتبارات القضايا المرتبطة بسرطان الثدي النقيلي، وبدلًا من ذلك يمكن مناقشة العمليات التي تحافظ على الأنسجة دون اعتبارات في حالة وجود ورم خبيث وقد يختار المريض، في سياق سرطان الثدي، قد يخضع لعملية استئصال الثدي مع الحفاظ على الحلمة بدلًا من استئصال الثدي بالكامل.